# По поводу так называемого вопроса о рынках
По поводу так называемого вопроса о рынках — известная работа В. И. Ленина, где в рамках историко-логической концепции дано наиболее удачное определение товарного производства.  Написана осенью 1893 года в Петербурге. Впервые опубликована в журнале «Большевик» в 1937 году, № 21.
Наряду с «Развитие капитализма в России» (1899), «Ещё к вопросу о теории реализации» (1899), «Новые данные о законах развития капитализма в земледелии» (1917) В. И. Лениным было проведено исследование развития капитализма, его особенности развития в сельском хозяйстве, проблема воспроизводства, а также экономические кризисы.

В. И. Ленин даёт следующее определение товарному производству: 
«Под товарным производством разумеется такая организация общественного хозяйства, когда продукты производятся отдельными обособленными производителями, причём каждый специализируется на выработке одного какого-либо продукта, так что для удовлетворения общественных потребностей необходима купля-продажа продуктов (становящихся в силу этого товарами) на рынке»